# Hopton-on-Sea
Hopton-on-Sea est une paroisse civile et un village du Norfolk, en Angleterre.